# Мутле, Райко
Райко Мутле (эст. Raiko Mutle; 7 июля 1984, Вильянди) — эстонский футболист, защитник и полузащитник, тренер.

## Биография
Всю карьеру провёл в системе клуба «Тулевик» (Вильянди). Во взрослом футболе дебютировал в 2000 году в команде «Вильянди» — резервном составе «Тулевика», игравшем в первой лиге Эстонии. 1 апреля 2001 года сыграл первый матч в основном составе «Тулевика» в высшей лиге Эстонии против второй команды «Левадии». Первый гол в высшей лиге забил 2 августа 2004 года в ворота «Лоотуса». В первой половине 2000-х годов регулярно играл за свой клуб в высшей лиге, сезон 2006 года пропустил, в 2007 году вернулся в основную команду, с 2009 года играл только за дубль. В 2011 году «Тулевик» был переведён в третий дивизион и Мутле вернулся в основной состав команды, со временем помог ей подняться в высший дивизион, где в 2015—2017 годах провёл ещё 6 матчей. Всего в 2000—2017 годах сыграл 238 матчей и забил 21 гол за «Тулевик» во всех лигах чемпионата Эстонии, из них 135 матчей и один гол — в высшей лиге.
Выступал за сборные Эстонии младших возрастов, провёл более 20 матчей.
С 2011 года, после того как «Тулевик» на время лишился профессионального статуса и был переведён в третий дивизион, Мутле стал президентом клуба и занимал эту должность до 2023 года. Одновременно в 2011—2012 годах работал главным тренером основной команды, а в середине 2010-х годов (по меньшей мере в 2013 и 2016 годах) — главным тренером «Тулевика-2».